# Stelis croatii
Stelis croatii är en orkidéart som beskrevs av Carlyle August Luer. Stelis croatii ingår i släktet Stelis och familjen orkidéer. Inga underarter finns listade i Catalogue of Life.